# Comté de Greenbrier
Pour les articles homonymes, voir Greenbrier.
Le comté de Greenbrier est un comté des États-Unis situé dans l’État de Virginie-Occidentale. En 2013, la population était de 35 644 habitants. Son siège est Lewisburg.

## Principales villes
- Alderson (en partie)
- Fairlea
- Falling Spring
- Lewisburg
- Quinwood
- Rainelle
- Ronceverte
- Rupert
- Smoot (en)
- White Sulphur Springs